# Stuff (How I Met Your Mother)
Stuff är det sextonde avsnittet av andra säsongen av TV-serien How I Met Your Mother. Det hade premiär på CBS den 19 februari 2007.

## Sammandrag
Lily är med i en riktigt dålig pjäs som Barney kritiserar. Ted och Robin bråkar om saker som de har kvar från sina tidigare förhållanden.

## Handling
Ted råkar vid flera tillfällen blanda ihop det han har upplevt med tidigare flickvänner med Robin. Till slut säger Robin att de är vuxna och att han inte behöver dölja att han har haft tidigare förhållanden. Hon blir däremot upprörd när det visar sig att de flesta av Teds saker är gåvor från ex-flickvänner - inklusive den tröja hon själv för tillfället har på sig.
Robin insisterar på att Ted gör sig av med sakerna. Ted vägrar, så de ber Marshall, Lily och Barney om råd. Marshall är den ende som håller med Ted, och därför måste han göra sig av med föremålen. Det blir inte mycket kvar i lägenheten. Robin tror först att de har haft inbrott. 
Lily bjuder in vännerna till en pjäs som hon medverkar i. Barney protesterar, men blir medtvingad. Ingen i gänget gillar pjäsen, men Barney är den ende som säger att den var dålig. Lily hävdar att vänner ska vara snälla mot varandra. Hon säger att om Barney var med i en pjäs så skulle hon bara säga snälla saker om den.
Barney sätter därför upp en enmanspjäs. Han går in för att göra den så dålig som möjligt, speciellt för Lily. Efteråt medger hon att hon inte har något gott att säga om pjäsen. För vänskaps skull stannar alla ändå och ser den andra akten. Marshall utnyttjar att han tidigare har vunnit ett "Slap Bet" och slår till Barney för att få slut på pjäsen. (Slag nummer två.)
Ted och Robin blir sams igen, men bara tills Ted upptäcker att alla hennes hundar är gåvor från tidigare pojkvänner. Han blir arg och kräver att Robin gör sig av med hundarna. Robin bestämmer sig för att göra det och berättar om sitt beslut för Lily. 
Efter att ha sett Barneys pjäs kommer Robin och Ted tillbaka till hans lägenhet. Han får veta att hon har lämnat bort hundarna, och vill då inte släppa in Robin i hemmet. Ted har nämligen tagit tillbaka alla sina saker. De bråkar upprört, och det slutar med att de bestämmer sig för att bli sambos. Marshall och Lily blir glada över nyheten, men Barney tar sig för pannan.

## Kulturella referenser
- När alla diskuterar Marshalls byxor säger Robin att hon inte vill att en 16-åring blir kär i honom och skjuter Lily. Det refererar till bilverkstadsinnehavaren Joey Buttafuoco, som 1992 hade en uppmärksammad affär med en 16-åring.
- Ted refererar i samma diskussion till bandet Bell Biv Devoe.
- Barney sjunger i sin pjäs en parodi på låten "Love of My Life" av Queen.
- Barney säger att Teds lägenhet är lika belamrad som restaurangerna i kedjan Bennigan's.
- Barney medger bara att vänner alltid är snälla mot varandra och stöttar varandra om de är smurfar.